# F-Lock

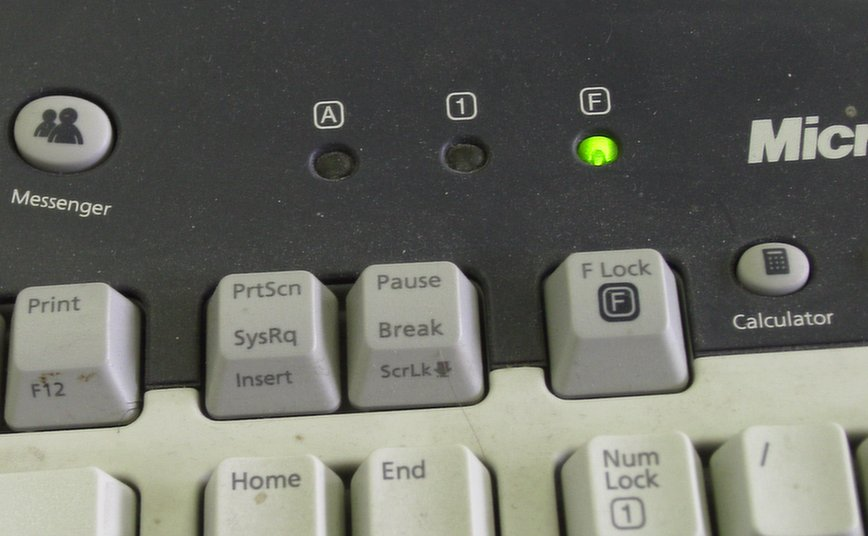
マイクロソフト キーボードのF-Lock

F-Lock（エフロック）キーは、マイクロソフトが2001年に導入したキーで、ファンクションキーの状態を切り替えるのに使用する。F-Lockがオンのとき、F1からF12のファンクションキーは、使用しているアプリケーションによって定義された役割で動作する。オフのとき、それとは違う別の役割として動作する。例えば、F5には「開く(Open)」、F10には「スペルチェック(spell)」が割り当てられている。初期のモデルでは、PCの再起動やキーボードリセットでF-Lockの状態がオフに戻ったが、後のモデルでは再起動後もF-Lockの状態を保持するようになった。
ロジクールやビューソニックなど他のキーボードメーカーも、一部のキーボードでF-Lockキーを実装している。

## 問題
F-Lockの導入は、いくつかの点で批判された。
第一に、動作が直感的ではない。F-Lockがオフのとき、通常とは違う動作をするため、例えば⎇ Alt+F4などの組み合わせが機能しないように見える。
第二に、各キーに割り当てられた二次機能の選択が恣意的であるように見える。従来、F7にはスペルチェックの機能が割り当てられていた（マイクロソフト自体がOffice製品で使用している）が、F-Lockオフ時にはスペルチェックはF10となり、F7には「返信」(Reply)が割り当てられた。これは一部の批評家から強い批判を受けた。また、ファイルの名前を変更しようとしてWindowsエクスプローラーでF2を押したとき、F-Lockがオフになっていると（F2には「取り消し」(undo)が割り当てられている）、1つ前のファイル操作が取り消されてしまい、何が実際に行われたかにユーザが気づかなかった場合、悲惨な結果を招く可能性がある。
このような懸念のため、「F-Lock機能を無効にする方法」が多くのWebサイトで紹介された。マイクロソフト キーボード用のデバイスドライバであるIntelliType Proを使用すると、この問題を回避できる。これにより、ユーザはファンクションキーやアクセサリキーにキーストロークやマクロを割り当てることができる。例えば、ファンクションキーF1にマクロ{Press F1}を割り当てると、F-Lockの状態に関係なく、OSがキーの押下をF1として解釈するため、F-Lockの問題が発生しなくなる。

## 機能
F-Lockオフ時に割り当てられた二次機能は以下の通りである。
| キー | 二次機能              | 説明                         |
| ---- | --------------------- | ---------------------------- |
| F1   | ヘルプ(Help)          | ヘルプを開く。               |
| F2   | 元に戻す(Undo)        | 前の操作を取り消す。         |
| F3   | やり直し(Redo)        | 前の元に戻す操作を取り消す。 |
| F4   | 新規(New)             | 新しいファイルを作成する。   |
| F5   | 開く(Open)            | ファイルを開く。             |
| F6   | 閉じる(Close)         | ファイルを閉じる。           |
| F7   | 返信(Reply)           | メールに返信する。           |
| F8   | 転送(Forward)         | メールを転送する。           |
| F9   | 送信(Send)            | メールを送信する。           |
| F10  | スペルチェック(Spell) | スペルチェックを開始する。   |
| F11  | 上書き保存(Save)      | ファイルを上書き保存する。   |
| F12  | 印刷(Print)           | ファイルを印刷する。         |